# Burg Hohengundelfingen
Die Burg Hohengundelfingen beim zu Münsingen gehörenden Dorf Gundelfingen im Landkreis Reutlingen in Baden-Württemberg ist die Ruine einer mittelalterlichen Höhenburg auf 725 m ü. NN über dem Lautertal. Sie war der Hauptsitz des Freiadelsgeschlechtes der Gundelfingen.

## Lage

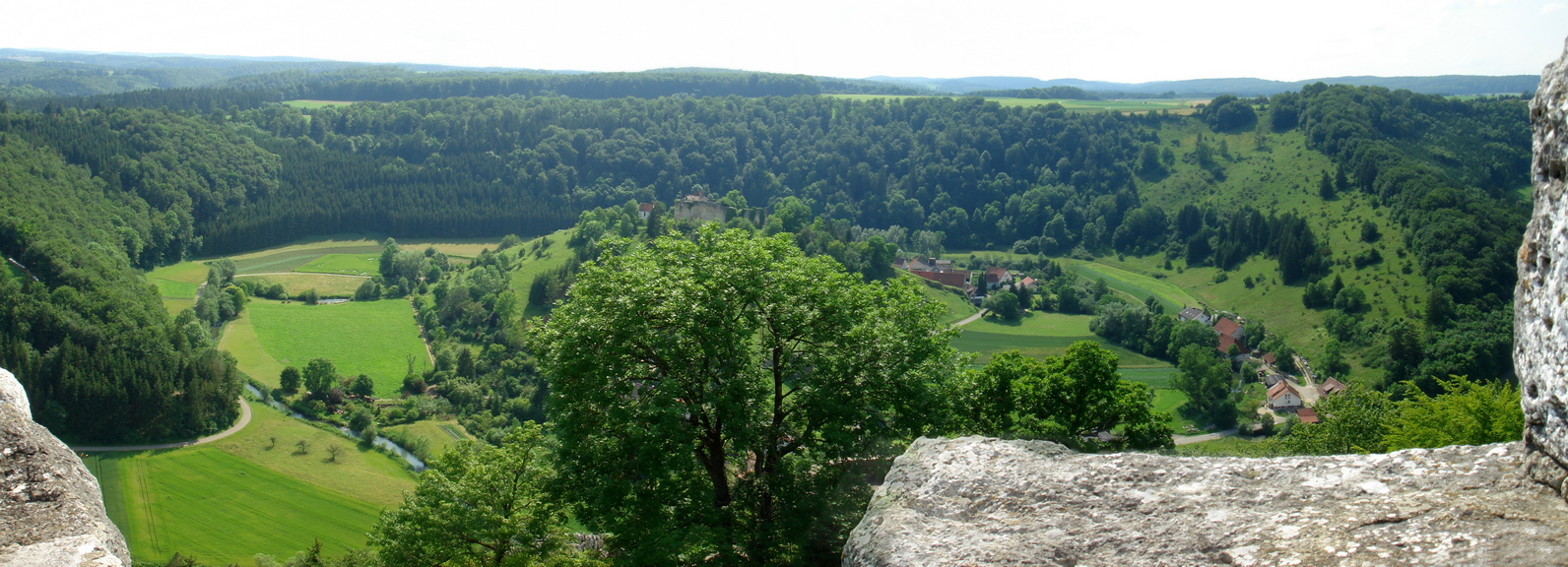
Blick von Burg Hohengundelfingen auf den Umlaufberg der Großen Lauter mit der Ruine Niedergundelfingen auf dem Gipfel und dem Dorf Gundelfingen

Von der Bundesstraße 465 aus erreicht man Dürrenstetten. Auf der Weiterfahrt nach Gundelfingen liegt ein Wanderparkplatz. Von diesem ausgehend erreicht man die Burg ohne Anstieg in 10 bis 15 Minuten auf ausgeschildertem Weg. Sie ist frei zugänglich.
Auch von der Quelle der Großen Lauter bei Offenhausen erreicht man nach ca. 18 km durch das malerische Lautertal (Wanderweg, Radweg, Straße) Gundelfingen.
|  |  |

Von mehreren Aussichtsstellen der Ruine, insbesondere vom heute 12 m hohen Bergfried, hat man einen freien Blick in das Flusstal und weit über die südliche und westliche Albhochfläche.

## Geschichte

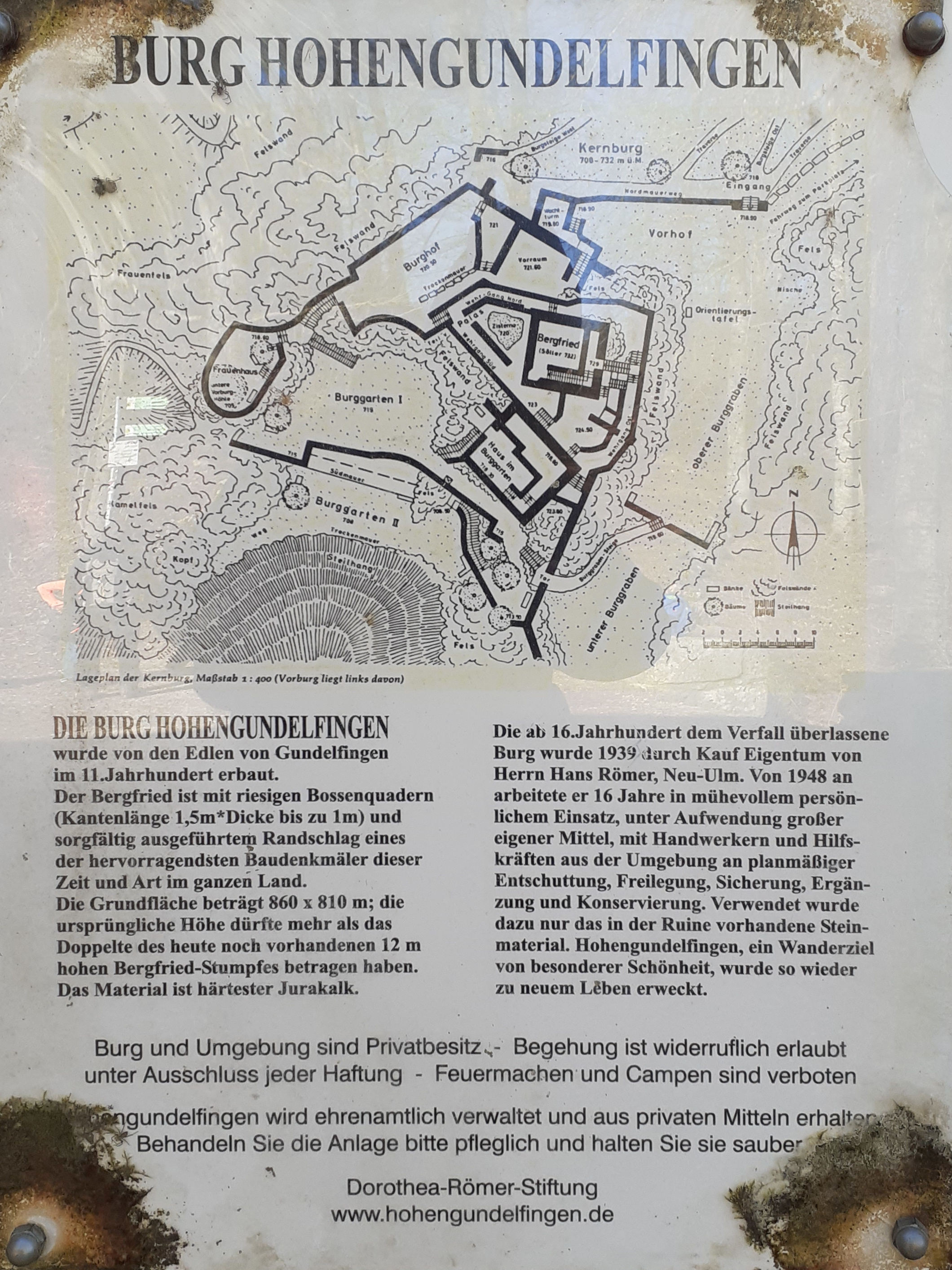
Infotafel an der Burg

Die Höhenburg gilt als die Stammburg des Freiadelsgeschlechtes der Gundelfingen. Dieses Geschlecht ist seit dem 12. Jahrhundert bekannt. Swigger IV. von Gundelfingen (etwa 1160–1228) ist als möglicher Erbauer der Burg zu nennen. Die Reste des Bergfrieds aus Buckelquadern stammen aus der Zeit des beginnenden 13. Jahrhunderts. Die Errichtung des hochwertigen Mauerwerks fällt hier mit der Blütephase des Adelsgeschlechtes zusammen. 1236 wird die Burg urkundlich zum ersten Mal genannt.
Beginnend mit der Gundelfingischen Erbteilung 1250 begann der Niedergang der Adelsfamilie. Nach 1293 wurde die Burg an die Habsburger verkauft. Von nun an hatte sie viele verschiedene Besitzer und wurde ebenso häufig verpfändet. Als Pfandgeber traten mehrfach auch Gundelfinger auf.
1389 wurde die Burg als Burgstall, d. h. als Ruine bezeichnet. Offenbar war sie im vorangegangenen Städtekrieg zwischen Eberhard dem Greiner und den Reichsstädten zerstört worden.
1774 ging Hohengundelfingen nach einer Zahlung von 5.000 Gulden ins Alleineigentum der Familie von Landsee über. Noch im gleichen Jahr erwarb Carl Joseph Reichsgraf von Palm (1749–1814) für 68.000 Gulden die Ruine samt Zubehör. 1783 wurde er in den Reichsfürstenstand erhoben; er und seine Nachkommen nannten sich nach ihrer reichsunmittelbaren Herrschaft auch „Palm-Gundelfingen“. 1805 ging die Reichsunmittelbarkeit verloren, und die Landeshoheit über Hohengundelfingen kam an die Krone von Württemberg. 1812 verkauften die Fürsten Palm den Besitz an den Freiherrn von Gumppenberg-Pöttmös.
1939 kaufte der Neu-Ulmer Fabrikant Hans Römer die Anlage. Er ließ umfassende Instandsetzungs- und Ergänzungsarbeiten durchführen. Die Arbeiten dauerten 17 Jahre.